# Ereszkedik le a felhő
Az Ereszkedik le a felhő Petőfi Sándor verse, melyet 1846. október 1–7. között Csekén írt. Egressy Béni zenésítette meg 1848 körül.

## Szövege, dallama és kottája
| Ereszkedik le a felhő, Hull a fáról őszi eső, Hull a fának a levele, \|: Mégis szól a fülemüle, :\| | Az óra jó későre jár, Barna kislány alszol-e már? Hallod-e a fülemülét, Fülemüle bús énekét? | Záporeső csak úgy szakad, Fülemüle csak dalolgat. Aki bús dalát hallgatja, Megesik a szíve rajta. | Barna kislány, ha nem alszol, Hallgasd mit e madár dalol: E madár az én szerelmem, Az én elsóhajtott lelkem! |

## Felvételek
- Vörös Sári (YouTube)
- Kovács Apollónia (network)
- Rezsnák Miklós (YouTube)
- Magyar nóták 0'00–1'55'' (YouTube)